# Agrostis barceloi
Agrostis barceloi là một loài thực vật có hoa trong họ Hòa thảo. Loài này được L.Sáez & Rosselló mô tả khoa học đầu tiên năm 2000.